# Hadena altaica
Hadena altaica är en fjärilsart som beskrevs av Lederer 1853. Hadena altaica ingår i släktet Hadena och familjen nattflyn. Inga underarter finns listade i Catalogue of Life.